# Charennac
Charennac (en francès Chéronnac) és un municipi francès, al departament de l'Alta Viena i a la regió de la Nova Aquitània. Hi ha el naixement del riu Charanta.
| 1962                                       | 1968 | 1975 | 1982 | 1990 | 1999 | 2007 |
| ------------------------------------------ | ---- | ---- | ---- | ---- | ---- | ---- |
| 632                                        | 611  | 463  | 371  | 338  | 307  | 302  |
| Des de 1962: Població sense dobles comptes |      |      |      |      |      |      |